# Fêtes, coutumes et jours fériés en Suisse

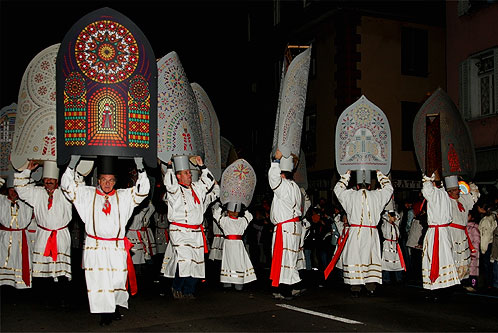
Klausjagen à Küssnacht

Les fêtes, coutumes et jours fériés en Suisse ont des racines variées, en raison de la diversité linguistique et religieuse ainsi que de l'organisation territoriale de ce pays multiculturel.
La plupart des fêtes historiques et sociales suivent un cycle annuel en rapport avec les saisons et les travaux agricoles, tandis que les célébrations religieuses sont rythmées par l'année liturgique. Au bas Moyen Âge et au début de l'époque moderne, on comptait plus de cent jours fériés en Suisse. Ce nombre s'est considérablement réduit avec la Réforme puis les Lumières catholiques et l'industrialisation. Les rites et fêtes qui accompagnent l'individu dans ses changements de statut social tel que baptême, confirmation et mariage – qui définissaient autrefois le rôle de l'individu dans la communauté –, ont maintenant lieu dans le seul cercle privé où le public est éventuellement admis en tant que simple spectateur. Au XXe siècle apparaissent des motivations commerciales, comme celles de la fête des Mères .
Les fêtes sont surtout locales ou régionales mais certaines sont célébrées dans toute la Suisse comme la fête nationale suisse, le jeûne – qui est fédéral, excepté à Genève –, ou les principales fêtes religieuses. À part la fête nationale suisse, d'autres fêtes ont un caractère de cohésion nationale. Les expositions nationales suisses qui ont lieu tous les vingt-cinq ans environ, les fêtes fédérales de tir, de chant, de gymnastique, de lutte et de yodel, entre autres, qui ont lieu tous les trois ans environ et à chaque fois dans un lieu différent. Il se pratique des jeux nationaux ayant des composantes sportives et traditionnelles : la lutte suisse et du lancer de la pierre. Le Hornuss est un autre jeu national et la pratique du tir est élevée au rang de sport national. En plus des obligations de tir prévues dans le cadre du service militaire, on trouve donc de nombreuses fêtes de tir lors de fêtes locales liées à des commémorations de batailles – organisées par des sociétés patriotiques – et lors des fêtes cantonales et fédérales.
La musique folklorique jouée lors de fêtes comprend notamment le yodel, qui est une technique de chant. Les carnavals ont leurs propres styles musicaux : les cliques et les groupes de Guggenmusik. Des fêtes mettent en scène le règne animal, comme les combats de reines en valais, la Poya en Gruyère et le Marché-concours de Saignelégier dans le canton du Jura.
Les jours fériés relèvent de la compétence des cantons, qui peuvent déterminer les leurs. Ainsi, à côté des principales fêtes communes à l'ensemble de la Suisse, certains jours fériés diffèrent entre cantons, voire parfois entre communes d'un même canton.
Un grand nombre des fêtes et coutumes traditionnelles figurent sur la liste des traditions vivantes de Suisse, sélection de la Suisse publiée par l'office fédéral de la Culture le 7 octobre 2011. Cette liste est le préliminaire exigé par l'UNESCO pour l'inscription de traditions au patrimoine culturel immatériel de l'humanité.

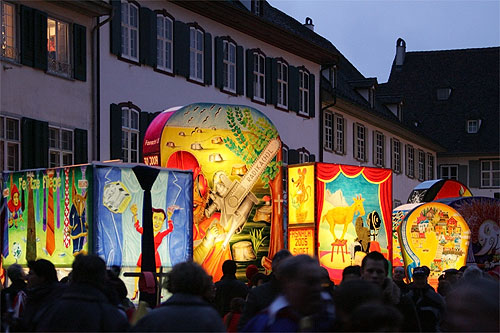
Défilé aux lampions lors du carnaval de Bâle

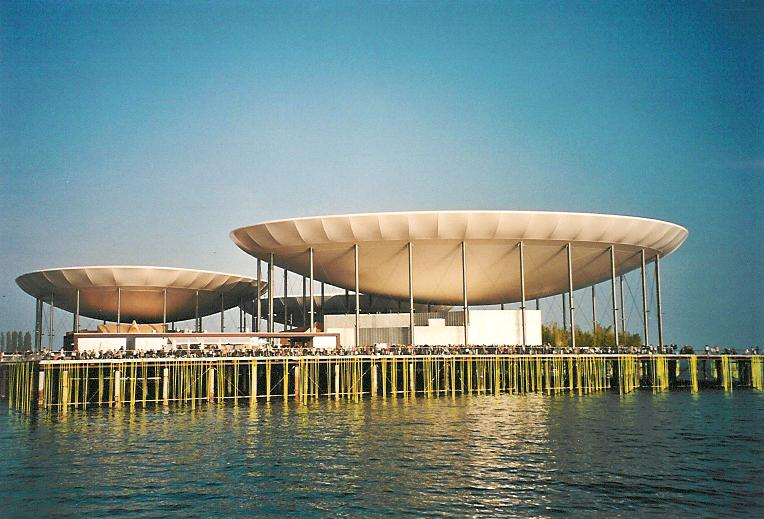
Expo.02 à Neuchâtel

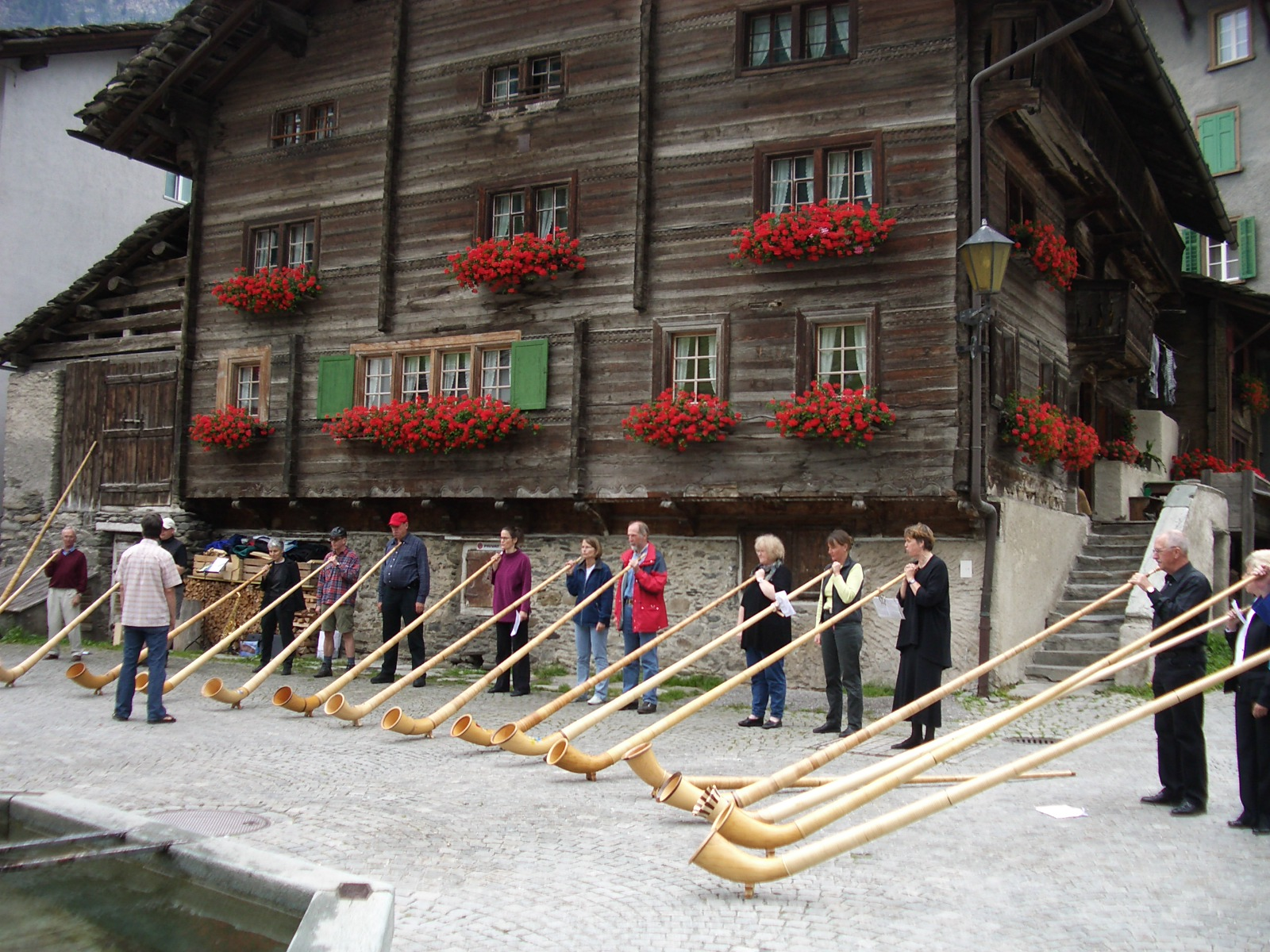
Cors des Alpes à Vals

## Historique

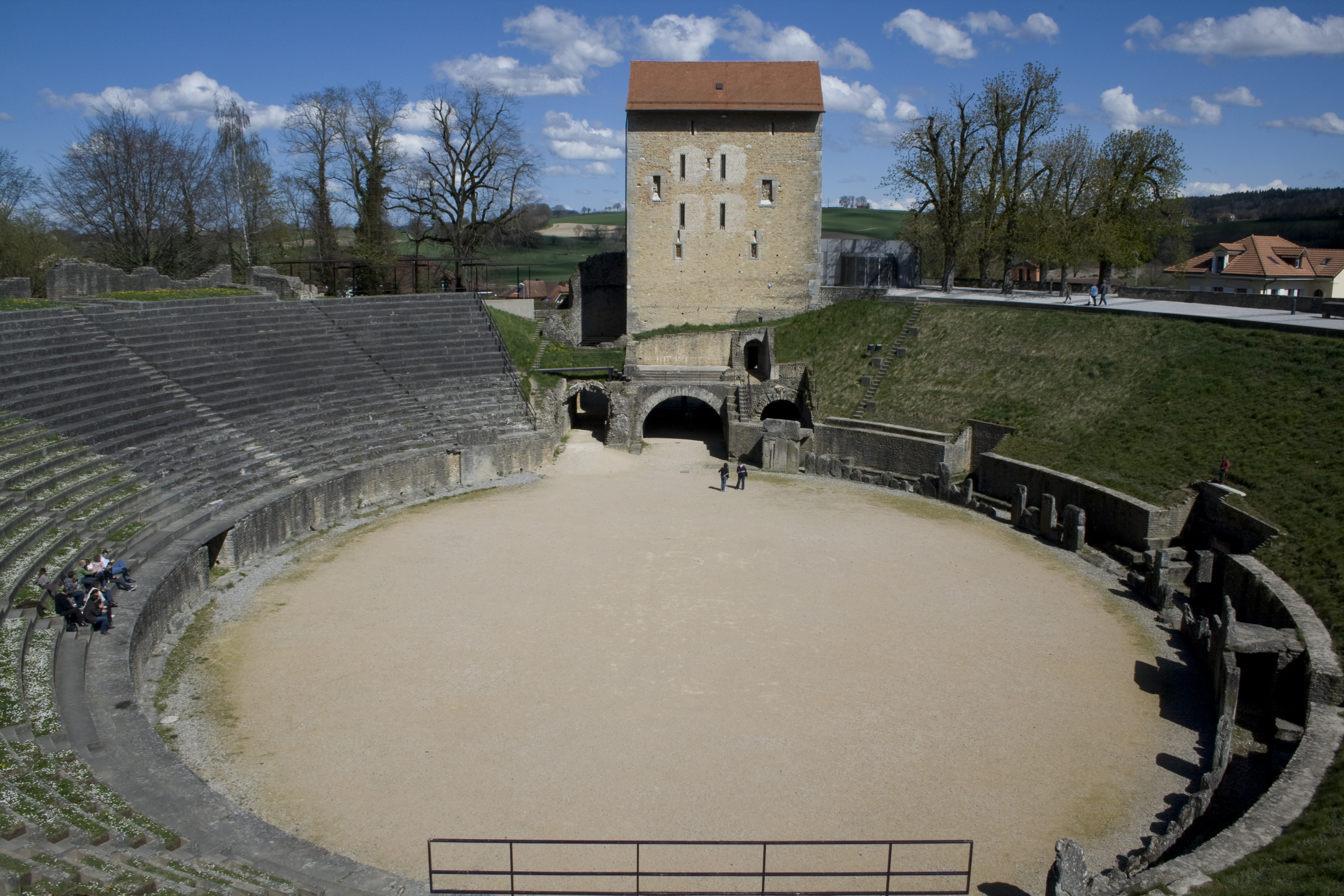
Amphithéâtre romain à Avenches

Dans l'Antiquité, bien que l'on ignore quelles fêtes publiques et privées étaient célébrées sur le territoire de la Suisse à l'époque romaine (Ier – IVe siècle), les saturnales (17-23 décembre), qui clôturaient les travaux des champs étaient certainement célébrées de même que l'existence d'amphithéâtres (Augusta Raurica et Aventicum par exemple) laisse supposer que des jeux publics et des spectacles avaient lieu. Des fêtes privées comme la première taille de la barbe, l'anniversaire des divinités protectrices des corporations, les vinalia (en l'honneur de Vénus) et floralia (en l'honneur de Flore, la déesse du printemps) par exemple.
Au bas Moyen Âge, la religion était primordiale et se manifestait notamment par la présence de nombreux cultes des saints et pèlerinages. Le peuple se divertissait lors des foires annuelles.
Dès le XVIe siècle apparurent les fêtes des sociétés de tir. En ville, les fêtes des corporations et des confréries contribuaient à l'affirmation du pouvoir local. À la campagne, les veillées offraient aux jeunes gens des occasions de se rencontrer et de courtiser les jeunes filles. Dans les villages, les fêtes étaient souvent organisées par les sociétés de jeunesse.
Au début du XIXe siècle apparaissent des fêtes s'inspirant des célébrations révolutionnaires françaises (Arbres de la liberté, Banquets). On entreprit aussi de sauver d'anciennes coutumes menacées, par exemple en organisant, dans un esprit folkloriste et déjà touristique, les fêtes de bergers d'Unspunnen de 1805 et 1808, avec lancers de pierre, lutte, cor des Alpes, yodel et chansons populaires.
Les fêtes patriotiques apparaissent au XIXe siècle : on célèbre les héros de la Suisse primitive (Guillaume Tell par exemple) et des commémorations de batailles accompagnées de spectacles populaires (Festspiel) qui bâtirent un mythe historique contribuant à l'édification d'une identité nationale moderne. Par exemple le demi-millénaire de la commémoration de la bataille de Sempach, en 1886, fut une grande fête nationale comprenant un énorme spectacle historique. Cette commémoration fut un modèle pour la future première fête nationale du 1er août instituée en 1891.
Au XXe siècle d'autres groupes sociaux se renforcent, comme le mouvement ouvrier, qui instaure la fête du Premier mai après 1889. Durant les années 1920 apparaissent des musiques et des danses venues des États-Unis. La période de crise et de la Deuxième Guerre mondiale qui suivra se place sous le signe de l'Exposition nationale de 1939 avec le souhait d'un ancrage idéologique solide. Des fêtes confessionnelles comme les Journées catholiques (1903-1954) virent le jour. L'essor économique des années 1950 et 1960 permit le développement de fêtes de village et de quartier. À partir des années 1960 apparaissent les grands concerts des festivals en plein air. La Street Parade de Zurich (dès 1992) attire des centaines de milliers de participants.

## Fête nationale

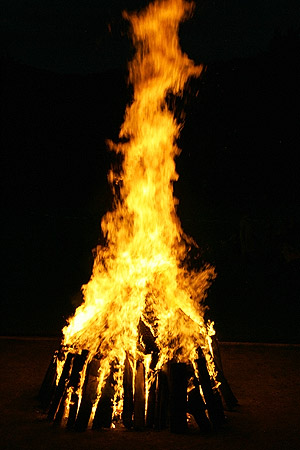
Feu de la fête nationale suisse à Reinach en 2005

La fête nationale suisse se réfère à l'acte fondateur de la Confédération de 1291 conclu par les représentants des trois cantons primitifs : Uri, Schwytz, Nidwald, (par la suite rejoint par Obwald). Ce document n'est redécouvert qu'au XVIIIe siècle et la fête du 1er août n'est célébrée que depuis 1891, à l'occasion de la commémoration du 600e anniversaire du pacte de 1291 qui est alors choisi comme acte fondateur plutôt que le serment de 1307. La date du 1er août est déterminée ainsi car ce pacte qui renouvelle une alliance a été signé au début du mois d'août (date précise inconnue). La fête nationale de 1891 est initialement prévue comme événement unique. C'est sous la pression des Suisses de l'étranger que l'on commence, à partir de 1899, à la célébrer annuellement.
Le 1er août chaque commune organise à la tombée de la nuit feu de joie, cortège aux lampions et allocutions, ou éventuellement un feu d'artifice. Le feu de joie évoque les signaux utilisés autrefois comme moyen visuel de transmission. Il est également célébré sur la prairie du Grütli, le lieu légendaire où les premiers Confédérés se sont réunis lors de leur conjuration contre les baillis autrichiens et ont prêté le Serment du Grütli.
Le 1er août est un jour férié officiel dans toute la Suisse depuis 1994 seulement. En effet, cette journée était alors un jour ouvrable ; seuls quelques cantons (Zurich, Schaffhouse et Tessin) le considérèrent comme fête légale, les autres cantons considérant uniquement un demi-jour férié. Une initiative populaire est lancée en 1991, lors du 700e anniversaire afin de rendre le 1er août férié dans toute la Suisse. L'initiative est acceptée le 26 septembre 1993 par votation.

## Fêtes fédérales

### Historique des fêtes fédérales
Dans les premiers mois de la République helvétique, en 1798, apparut l'idée d'une fête nationale suisse. Cette fête devant illustrer la république et la démocratie elle était à la fois solennelle et patriotique, concours et fête populaire.
Les fêtes fédérales du XIXe siècle comme les fêtes fédérales de tir, les fêtes fédérales de chant et les fêtes fédérales de gymnastique devinrent de véritables fêtes nationales. Tenues à intervalles réguliers et à chaque fois dans un autre lieu, elles étaient à l'image des structures fédérales de la Suisse. Elles étaient essentiellement des manifestations de la bourgeoisie radicale, excluant largement les catholiques conservateurs qui avaient perdu la guerre du Sonderbund ainsi que les ouvriers, les femmes et dans certains cas même les Romands et les Tessinois.

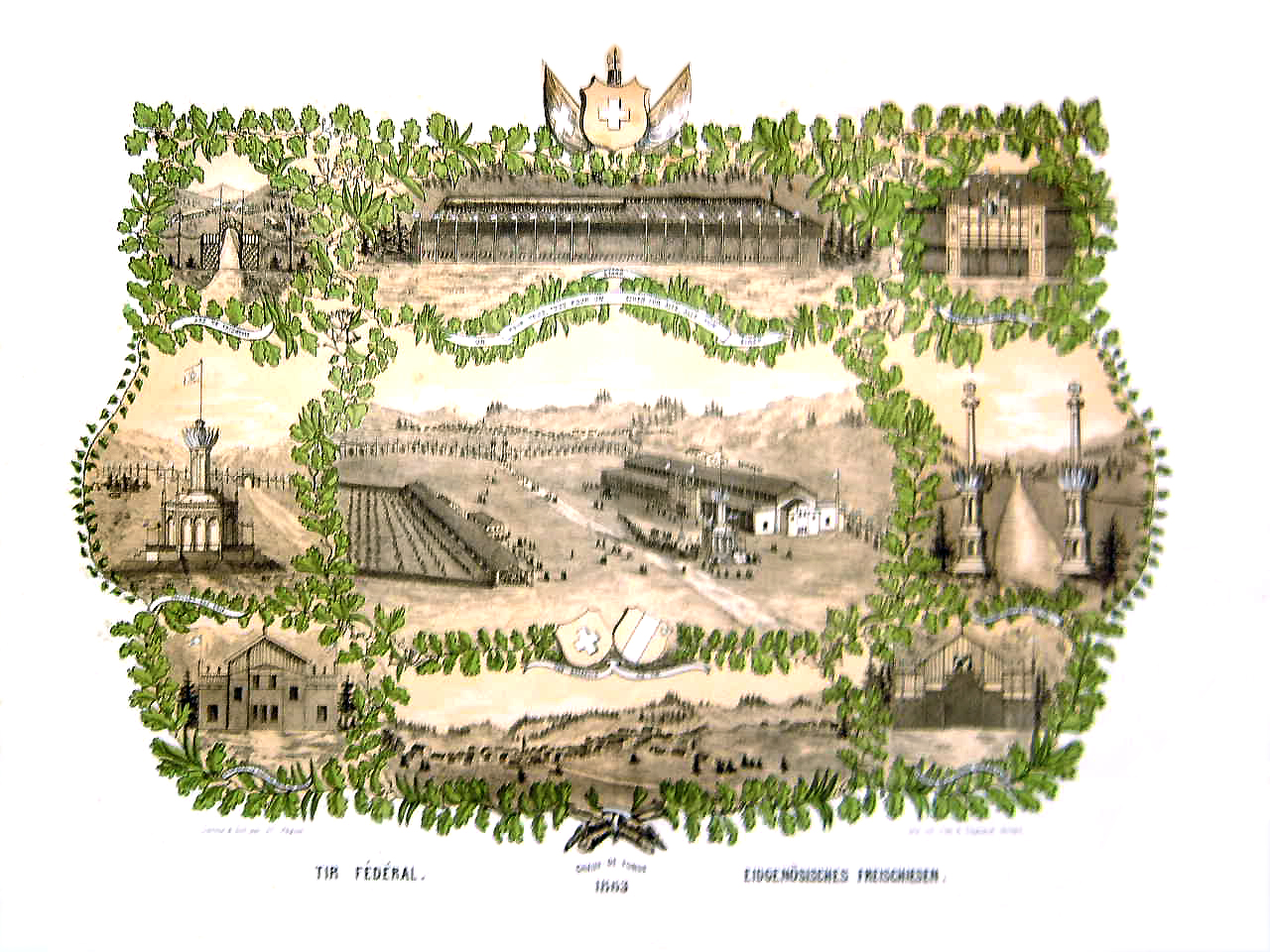
Tir fédéral de 1863 à La Chaux-de-Fonds.

Le premier tir fédéral a lieu en 1824 à Aarau. Ces fêtes sont organisées ensuite tous les deux ou trois ans environ par des sociétés de tir locales. Ces fêtes se sont considérablement développées dans la Suisse de la Régénération comme des contre-manifestations libérales (puis radicales) dans une Suisse encore conservatrice.
Après la construction de l’État fédéral en 1848, le but de ces fêtes est d’amener et de consolider l’amour de la Patrie dans le cœur des diverses populations qui forment la nouvelle Confédération,.
Les premières fêtes de gymnastique et de chant datent de 1832 et 1843. Comme les fêtes de tir, seuls les hommes y participaient, les femmes étaient admises en qualité de spectatrices. Ces fêtes imaginées par la société bourgeoise démocratique se tenaient dans une grande halle servant de cathédrale au culte national. Banquet, discours, chants entonnés par l'assemblée et toasts à la patrie, faisaient partie du programme.
Après 1848, dans un esprit de réconciliation nationale après la guerre du Sonderbund, les fêtes fédérales commencent à intégrer les différentes langues et confessions. Ces grandes manifestations attirent des milliers de personnes et touchent de larges couches de la population, au-delà du cercle restreint et masculin qui seul pouvait y participer activement. Les associations ouvrières appelèrent leurs fêtes « suisses » plutôt que « fédérales » afin de se démarquer des sociétés établies.
Ensuite apparut la fête de la Société fédérale de musique dès 1864, la fête de l'Association fédérale de lutte suisse (Fête fédérale de lutte suisse) de la fête de la Société des pontonniers dès 1894 et celle des joueurs de hornuss dès 1903.

Vers 1900, ces fêtes durent s'adapter à l'évolution de la société. Le côté célébration et l'aspect culte patriotique tendent à disparaître au seul profit de l'aspect concours.

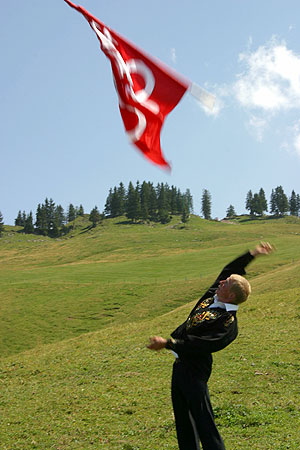
Lanceur de drapeau à Nidwald

Après la Seconde Guerre mondiale, la domination masculine est remise en cause. La participation féminine se fit par étapes, comme pour les droits politiques. Des femmes furent admises en 1910 aux concours de tir mais seulement en 1972 pour la journée suisse de gymnastique féminine et en 1982 pour les fêtes de chant. Cette nouvelle orientation entraîna la fusion des associations masculines et féminines.
Des associations vouées aux traditions populaires ont repris l'idée de fête fédérale : l'Association fédérale des yodleurs dès 1924 avec la Fête fédérale des yodleurs qui a lieu tous les trois ans, la Fédération nationale des Costumes suisses dès 1926 et l'Association suisse des amis de la musique populaire dès 1971. Leurs fêtes constituent de grands rendez-vous de la culture populaire suisse.
Lors de ces fêtes, notamment celle de yodel, se produisent joueurs de cor des Alpes et lanceurs de drapeaux.

### Liste des fêtes fédérales

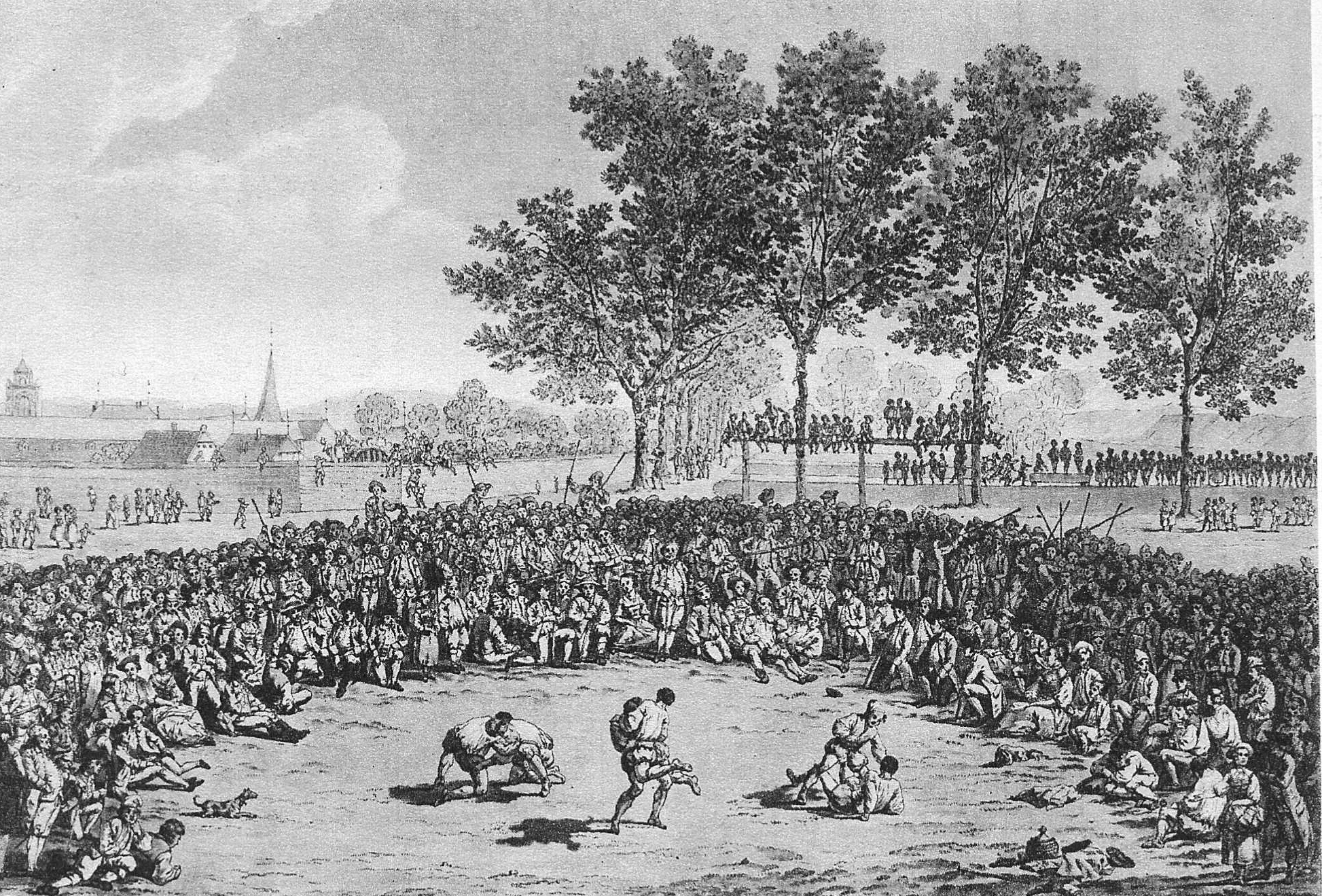
Gravure de Marquard Wocher (1760-1830) représentant une fête de lutte suisse à Berne vers 1775

- Fête fédérale de chant (la première en 1843)
- Fête fédérale de gymnastique (la première en 1832)
- Fête fédérale de hornuss a lieu tous les trois ans (la première à Heimiswil en 1903)
- Fête fédérale de lutte suisse a lieu tous les trois ans (la première en 1895)
- Fête fédérale de musique (la première en 1864)
- Fête fédérale des pontonniers (la première en 1894)
- Fête fédérale de tir (ou tir fédéral) a lieu tous les deux ans environ (la première à Aarau en 1824)
- Fête fédérale des yodleurs a lieu tous les trois ans (la première en 1924)
- Fête fédérale des tambours et fifres a lieu tous les 4 ans

### Jeux nationaux
Les jeux nationaux sont à la fois sportifs et traditionnels, il s'agit de la lutte suisse, du lancer de la pierre et du « hornuss ».
Ces trois épreuves sont, à l'origine, des joutes existantes au bas Moyen Âges essentiellement populaires dans les régions alpines. De tels jeux étaient organisés, par exemple, lors de dédicaces d'églises, de fêtes de tir ou de montée à l'alpage.
Après un repli dans l'Entlebuch, l'Emmental et la vallée du Hasli aux XVIIe et XVIIIe siècles la pratique de la lutte suisse et du hornuss se développa de nouveau avec les fêtes d'Unspunnen, en 1805 et 1808, qui ont été créées dans la foulée du mouvement de renouveau patriotique de la République helvétique et de la Médiation dans le but de redonner un rayonnement suprarégional à ces jeux dits de bergers.
La lutte suisse qui se fit connaître dans le milieu des gymnastes figurait avec le lancer de la pierre au programme de la fête fédérale de gymnastique de 1855 à Lausanne.
En 2005, l'Association fédérale de lutte suisse (AFLS) est forte de 5 100 membres et l'Association fédérale de hornuss de 8 000 membres.

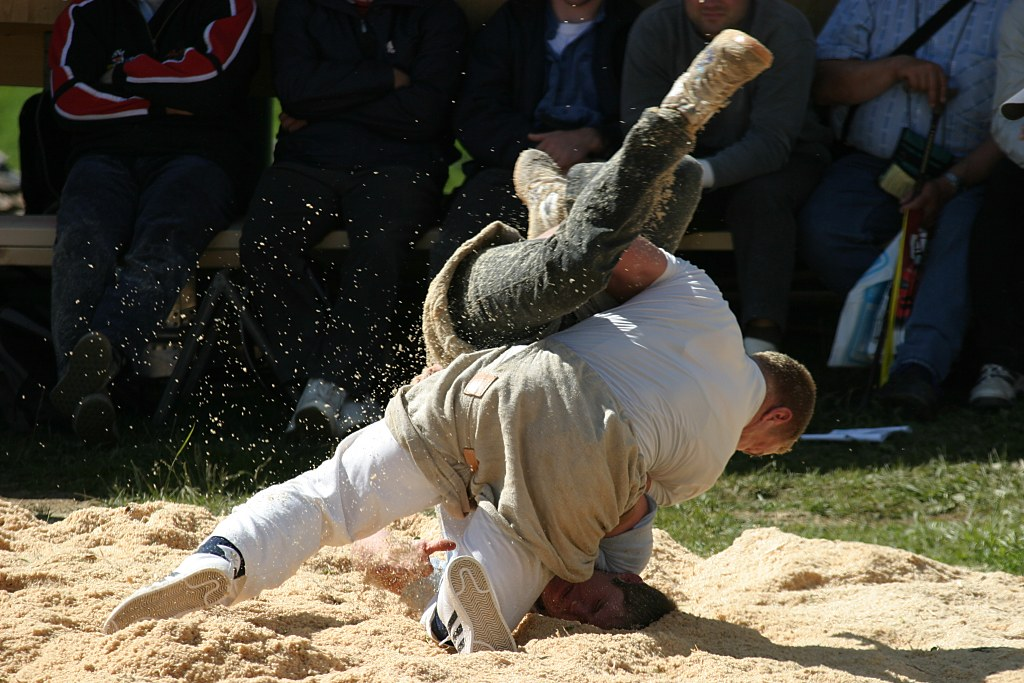
Lutte suisse

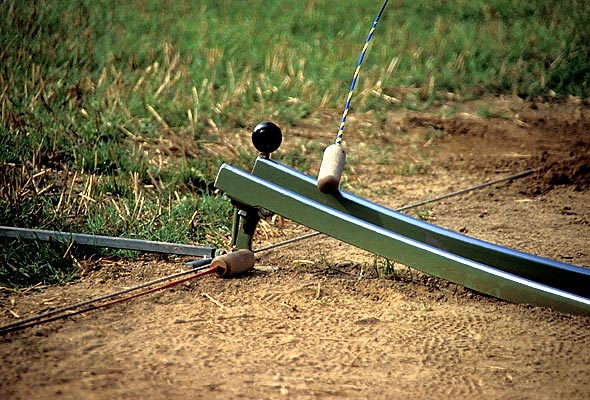
Le hornuss sur son bock

La lutte suisse (en allemand : « Ringen und Schwingen »). Dès la réforme, dans l'ancienne Confédération, la lutte était fréquente et on en distinguait deux formes : la première qui apparaît déjà sur des illustrations du XIIIe siècle comporte la saisie de l'adversaire par les habits (typique du Schwingen) et la seconde, attestée depuis 1600 environ, la « lutte à la culotte » est spécifique à la culture des bergers d'alpage.
Les représentants de différentes communautés s'affrontaient lors de rencontres annuelles, le plus souvent sur un alpage. Ces fêtes de lutte alpestres (« Bergschwinget ») avaient souvent lieu en même temps que la fête de l'alpage. Elles se déroulaient notamment dans la vallée du Hasli et dans l'Entlebuch, sur l'alpe de Seewen, l'Axalp, l'Engstlenalp, la Balisalp, au Brünig ainsi que dans la région limitrophe entre les cantons de Fribourg et de Berne donc en partie en Suisse romande.
Le lancer de la pierre. En 1472, lors de la fête de tir de Zurich, on lançait la pierre selon trois catégories de poids (15, 30 et 50 livres). Le lancer de pierre se pratiquait en ville comme à la campagne. La discipline est intégrée aux épreuves de bergers. Des récits de voyage du XVIIIe siècle attestent sa présence en Appenzell, à Glaris et à Schwytz et ces textes expliquent que les pierres pesaient entre 100 et 200 livres, qu'elles étaient lancées avec ou sans élan, d'une main ou des deux, en direction d'un but ou le plus loin possible. Lors des fêtes d'Unspunnen de 1805 et 1808, on utilisa un bloc erratique de 83,5 kg, dont une réplique fut utilisée dès 1905, tant à Unspunnen que lors des fêtes fédérales de lutte suisse.
Le « hornuss ». Le « hornuss » est un jeu de batte qui apparaît peu après 1600. On le trouve d'abord dans l'Emmental. Il s'agissait de lancer un projectile (os, racine) dans une aire délimitée, en le frappant avec une baguette souple, les joueurs du camp adverse devant l'intercepter avec une palette qu'ils tenaient ou jetaient en l'air. Le « hornuss » se rattache à d'anciens jeux guerriers où les palettes servaient de bouclier. Au XXIe siècle, ce sport d'équipe se pratique surtout dans le canton de Berne. Le frappeur utilise une tige flexible nommée fouet pour propulser un palet en matière synthétique de 78 g, le hornuss, posé sur une rampe de lancement, le « bock », en direction du camp adverse qui essaie d'intercepter le « hornuss » au moyen de palettes tenues ou lancées.

## Fêtes de tir
Dès le XVe siècle des concours de tir à l'arc, à l'arbalète puis à l'arquebuse se pratiquaient lors de dédicaces d'églises ou de concours régionaux par les abbayes, confréries ayant un caractère religieux. Cette pratique déclina au XVIIIe siècle pour se développer de nouveau à partir de 1817 : le premier règlement militaire de la Confédération renouvela la pratique du tir en l'élevant au rang de sport national et de symbole de l'unité nationale. De nombreuses sociétés de tir se reforment, de nouvelles se constituent et les fêtes de tir renaissent.
La première fête fédérale de tir eut lieu à Aarau en 1824. En plus des obligations de tir prévues dans le cadre du service militaire, on trouve donc de nombreuses fêtes de tir lors de fêtes locales liées à des commémorations de batailles et lors des fêtes cantonales et fédérales de tir. Les fêtes de tir sont souvent marquées par la participation de la jeunesse afin de leur inculquer les disciplines de tir.
Quelques fêtes de tir et fêtes de la jeunesse : Les abbayes de Montreux et Nyon, le Knabenschiessen à Zurich, l'Ausschiesset à Thoune, le Stecklitragen à Wil et le Tir du Grütli.

## Commémorations traditionnelles
Avec la création de sociétés patriotiques, les fêtes commémoratives de batailles ont participé à la diffusion d'une conscience nationale dans la population à partir de la seconde moitié du XVIIIe siècle ce qui était inexistant auparavant. Sous la République helvétique il y eut plusieurs propositions pour transformer d'anciennes fêtes ou en créer de nouvelles évoquant surtout les victoires. Les mouvements libéraux du début du XIXe siècle ont créé des sociétés nationales telle que la Société de Sempach, fondée en 1821 dans le but d'exalter l'unité de la Suisse et l'amour de la patrie. Cette société célébrait des fêtes commémoratives alternativement sur différents sites de bataille. On trouve de nombreuses chapelles commémoratives des batailles de l'ancienne Confédération.
Le XIXe siècle est une époque de progrès et de mutations sociales rapides et les célébrations de centenaires de l'histoire suisse en furent des contrepoids, tels que le 500e anniversaire de la bataille de Morgarten en 1815, le 400e de la Ligue grise en 1824, le 500e anniversaire de la guerre de Laupen en 1839, le 400e de la bataille de Saint-Jacques-sur-la-Birse en 1844, le 500e de la bataille de Sempach en 1886.
Les « Festspiel » sont des tableaux vivants représentant les événements clés de l'histoire nationale et militaire. Ils connurent leur apogée entre 1886 et 1914. Le premier Festspiel eut lieu à Sempach en 1886 à l'occasion du 500e anniversaire de la bataille puis, en 1891, à l'occasion de la commémoration du 600e anniversaire du pacte de 1291 à Schwytz. Des publications d'écrits et de journaux et dans certains cas l'érection de monuments ou des tirs, tels ceux de Morgarten (dès 1912), de Morat (dès 1930) et de Dornach complètent les éléments anciens et sacrés des commémorations.
Les centenaires de la Réforme (dès 1828/1829 selon les lieux) sont également célébrés puis, vers 1900, plusieurs cantons (Thurgovie, Tessin, Vaud) fêtèrent le premier siècle de leur souveraineté.
La commémoration de la bataille de Sempach (9 juillet 1386) est célébrée dès l'année suivante. En 1387, la ville de Lucerne dédie une chapelle à la mémoire des soldats et une cérémonie avait lieu chaque année lors de cette fête religieuse. Dès 1820, participent également les associations locales. On honore Arnold von Winkelried et on érige une stèle du souvenir en 1864. Dès lors, la cérémonie devient civile et comprend un cortège entre Sempach et le lieu de la bataille. Une épreuve de tir est ajoutée à partir de 1919 (le Tir de Sempach).
La commémoration historique de la bataille de Morat (22 juin 1476). Chaque année entre 1485 et 1798, date de la destruction de la chapelle lors de l'occupation française, s'est déroulée une commémoration solennelle. Un obélisque commémoratif de la bataille est érigé en 1821. Au XXIe siècle, la ville de Morat organise les festivités le 22 juin (la veille si le 22 est un dimanche). Après la couronne déposée le matin au pied du monument, un cortège formé d'écoliers et des autorités civiles parcourt les rues jusqu'à l'église pour une cérémonie. L'après-midi se déroulent tirs à l'arbalète et danses. Le dimanche qui suit a lieu le Tir historique de Morat. À Fribourg se tient le dimanche précédent le 22 juin une messe solennelle en la cathédrale Saint-Nicolas. À Fribourg encore, on a planté un tilleul à l'emplacement où le messager porteur de la nouvelle de la victoire s'est effondré. La course pédestre Morat – Fribourg est une grande classique qui a lieu en automne et reprend le tracé du messager.
Quelques autres commémorations traditionnelles : les pèlerinages de Näfels, de Stoss, de Morgarten, la fête de Dornach, L'Escalade de Genève, la Restauration de Genève, la fête de la Constitution à Neuchâtel, les Landsgemeinde et les Mistralia de Disentis.

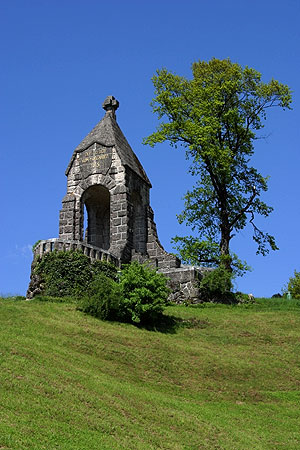
Mémorial de la bataille de Morgarten.
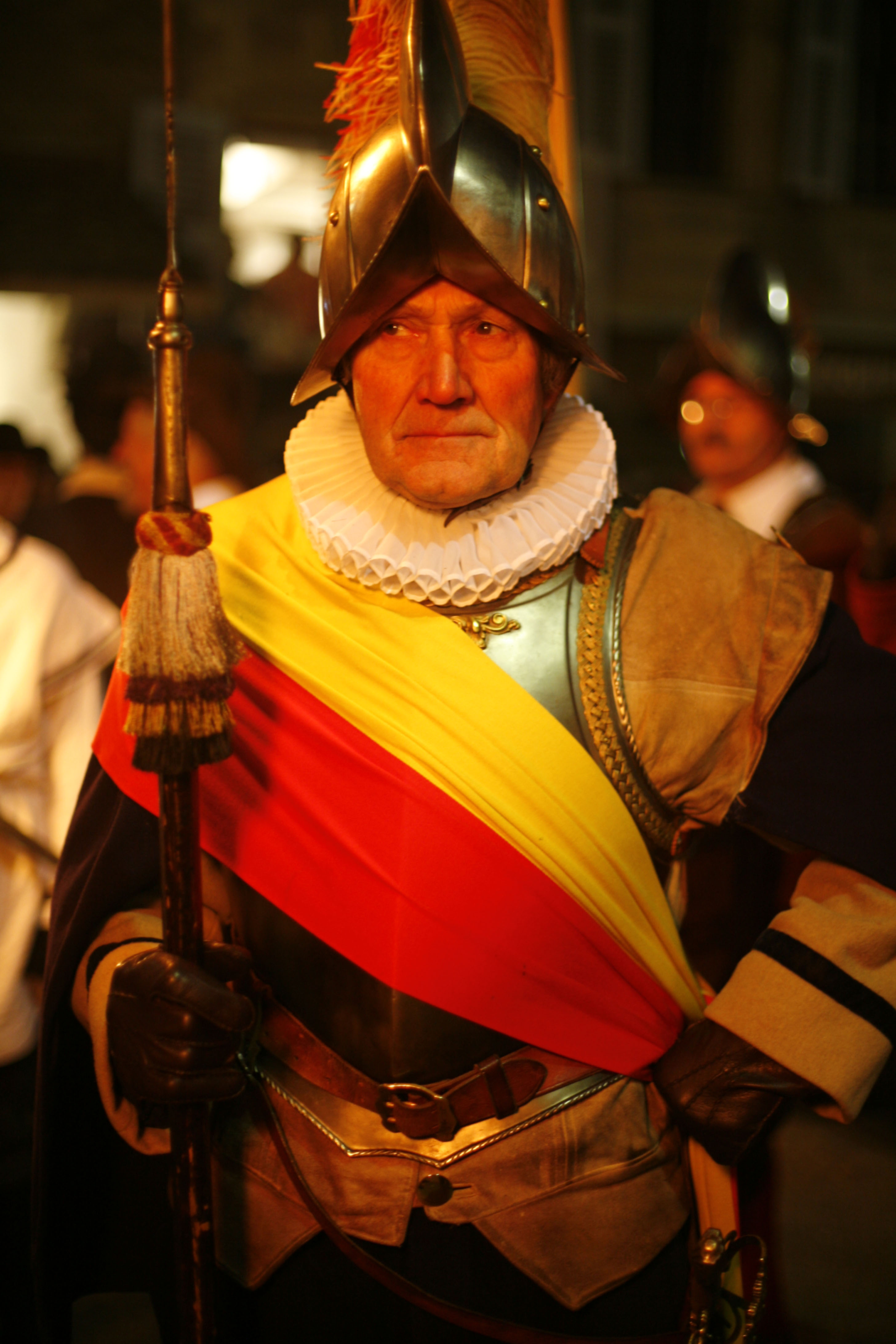
Commémoration costumée de l'Escalade à Genève.

## Expositions nationales suisses

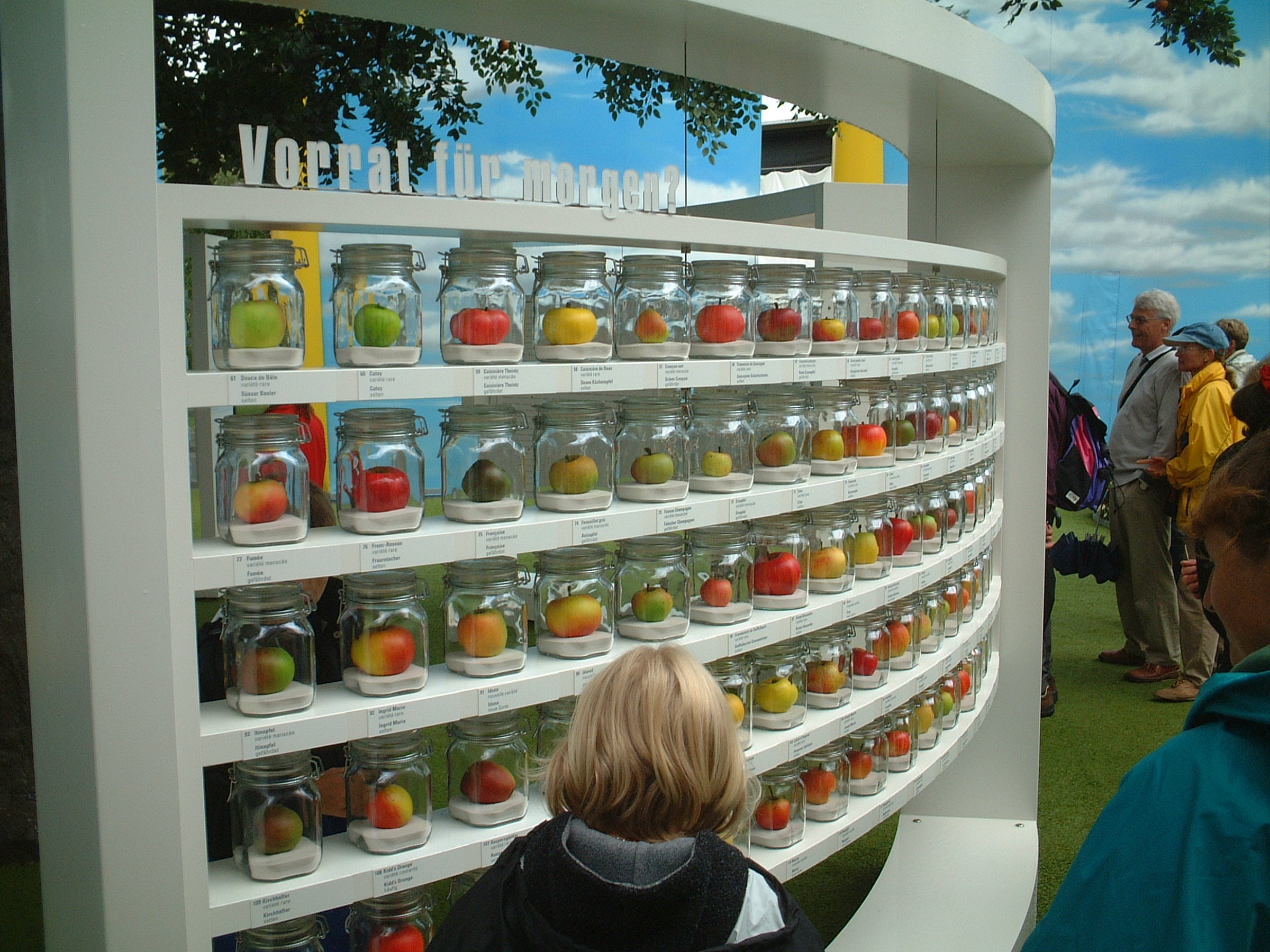
À Neuchâtel en 2002

Les expositions nationales suisses sont des expositions ayant lieu tous les vingt-cinq ans environ.
Nées sous l'impulsion de comités et associations économiques locales, elles s'inspirent de foires économiques locales et cantonales mais ne correspondent pas à la définition traditionnelle. En effet, la présentation des produits et marchandises est effectuée avec une mise en scène de la nation dans le but de rassembler et de répondre aux attentes socio-politiques des visiteurs autour de thèmes choisis. La présentation des produits et marchandises tend à disparaître au fil des éditions. Les expositions nationales sont ainsi le « miroir » de la société suisse à un moment donné.
Officiellement, la première exposition nationale est celle de Zurich en 1883. Les suivantes eurent lieu en 1896 à Genève, en 1914 à Berne, en 1939 à Zurich, en 1964 à Lausanne et en 2002 à Bienne, Neuchâtel, Yverdon-les-Bains et Morat.

## Jeûne fédéral
Au XVIe siècle, les cantons réformés instituent des journées de prière et de pénitence hebdomadaires ou mensuelles en raison des épidémies de peste et des disettes (Bâle en 1541, Zurich en 1571, Berne en 1577). Genève avait institué dès 1567 un jour de jeûne et de prière, répété irrégulièrement, au gré de l'actualité locale. Dès 1643, les cantons catholiques instituèrent eux aussi des journées de recueillement et de prière.
La Diète fédérale fixa un jour de jeûne célébré pour la première fois en commun par les cantons catholiques et protestants, ainsi le premier Jeûne fédéral est célébré dans toute la Suisse le 8 septembre 1796. Ensuite pendant la République helvétique, sous l’Acte de Médiation et sous la Restauration, le jeûne est maintenu même si catholiques et protestants choisissent des jours différents.
En 1832, sur proposition du canton d'Argovie, le Jeûne fédéral a été décrété « jour d’action de grâces, de pénitence et de prière pour toute la Confédération suisse » par la Diète fédérale. Il est fixé au troisième dimanche de septembre. Le canton de Genève continue d'observer sa propre date de jeûne, le jeudi qui suit le premier dimanche de septembre (il est appelé Jeûne genevois).

## Fêtes et coutumes locales
Une sélection de fêtes et coutumes.

### Coutumes de fin d'année

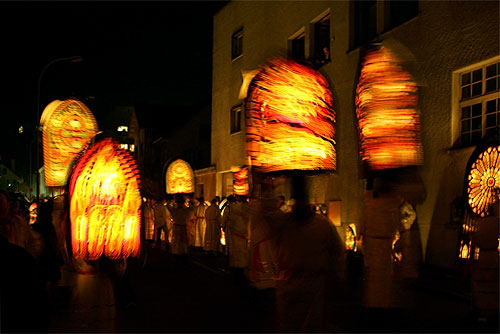
Klausjagen à Küssnacht

Le Klausjagen de Küssnacht (la chasse à Nicolas) a lieu le soir de la veille de la Saint-Nicolas, le 5 décembre. Un cortège accompagnant Saint-Nicolas lors de son passage à travers le village est composé des Geisselklepfer qui font claquer les fouets puis des Iffelträger (porteurs de mitres épiscopales en carton) défilent avec leurs coiffes ajourées et éclairées de l'intérieur par des bougies suivis par Saint-Nicolas et un tintamarre de cloches, grelots et cors. Cette coutume d'origine païenne où les ancêtres essayaient de chasser les mauvais esprits et les démons se christianisa pour lui donner un sens civilisé.
Saint Nicolas  à Fribourg. Saint Nicolas est le saint patron de la ville. Chaque premier samedi de décembre se tient un marché et une procession se déroule à travers le centre-ville, commençant au Collège St-Michel et se terminant à la Cathédrale Saint-Nicolas. Normalement, la procession commence au coucher du soleil vers 17h et se termine à 18h30. À ce moment, le Saint-Nicolas descend de son âne et monte sur le balcon de la cathédrale. Traditionnellement, il tient un discours qui contient des passages satiriques sur les événements de la ville de l'année écoulée.
- Nünichlingler

Les Schnabelgeissen d'Ottenbach. Durant la Sträggelenacht les fantômes revêtus de draps blancs et portant un crâne en bois hurlaient et faisaient des claquements sinistres pour faire peur aux habitants. Jusqu'en 1900, une coutume était pratiquée dans tout le district d'Affoltern (Knonau), depuis Ottenbach est le seul endroit où perdure cette croyance très ancienne. Le premier et le deuxième vendredis de décembre, des groupes se déguisent en fantôme avec un long bec en bois et des cornes en imitant les fantômes d'alors.
Le Brunnensingen  à Rheinfelden (Chants de fontaines) commémore une épidémie de peste dont on présume qu'elle a été causée par l'eau des fontaines publiques. Douze hommes survivants de cet événement qui eut lieu en 1541 firent devant les fontaines le vœu de protéger les habitants contre ce fléau. Leur confrérie fût placée sous l'invocation de Saint-Sébastien, guérisseur de la peste. Chaque année, le 24 décembre à 23 heures et le 31 décembre à 21 heures, douze membres de la confrérie forment cortège puis en cercle devant chaque fontaine chantent un ancien cantique de Noël.
Les Trychler de la vallée supérieure de l'Aar (Oberhasli) est une des plus anciennes coutumes de la région. Accompagnés de tambours, des groupes de jeunes hommes traversent bruyamment hameaux et villages dès minuit du 25 au 26 décembre et jusqu'au dernier jour ouvrable de l'année en secouant en rythme lent et cadencé de grosses cloches de vaches, les Trycheln. La veille du dernier soir nommé Ubersitz en est l'apogée : tous les groupes de la région convergent vers la localité désignée. L'origine de cette coutume est antérieure à la chrétienté. Avec ce bruit lent et cadencé, les habitants des vallées s'emploient durant les longues nuits hivernales à effrayer les démons.
La Laternenvisitation de Wil (Inspection des lanternes) est une coutume qui tire ses origines d'une ordonnance municipale et protocolaire : au XIXe siècle, il est demandé aux habitants qu'en période troublée, il faut faire brûler une « lumière protégée » (une lanterne) devant chaque maison. Chaque année, le soir de la Saint-Sylvestre, la commission du feu devant s'assurer de l'exécution de l'ordonnance inspecte chaque lanterne de la localité. De nos jours au XXIe siècle, cette inspection se fait toujours mais sans contrainte officielle. C'est devenu un cortège festif avec enfants, lampions et lanternes colorées et musique avec pour seul éclairage les fanaux allumés pour l'occasion.
Les Silvesterkläuse sont une coutume du canton d'Appenzell Rhodes-Extérieures, les plus connus, mais aussi de Wald et Stäfa dans le canton de Zurich. Le matin de la Saint-Sylvestre mais aussi le 13 janvier (le jour de l'antique Saint-Sylvestre selon le calendrier julien) les groupes de Silvesterkläuse, masqués et costumés, se rendent dans tous les villages et hameaux.
Les Bärzeli de Hallwil est une fête qui a réapparu à partir de 1949. Elle se tient le 2 janvier et son origine est soit Saint-Berchtold ou alors la légende des Perchten, des démons imaginaires fantastiques et effrayants. Différents personnages forment le cortège.

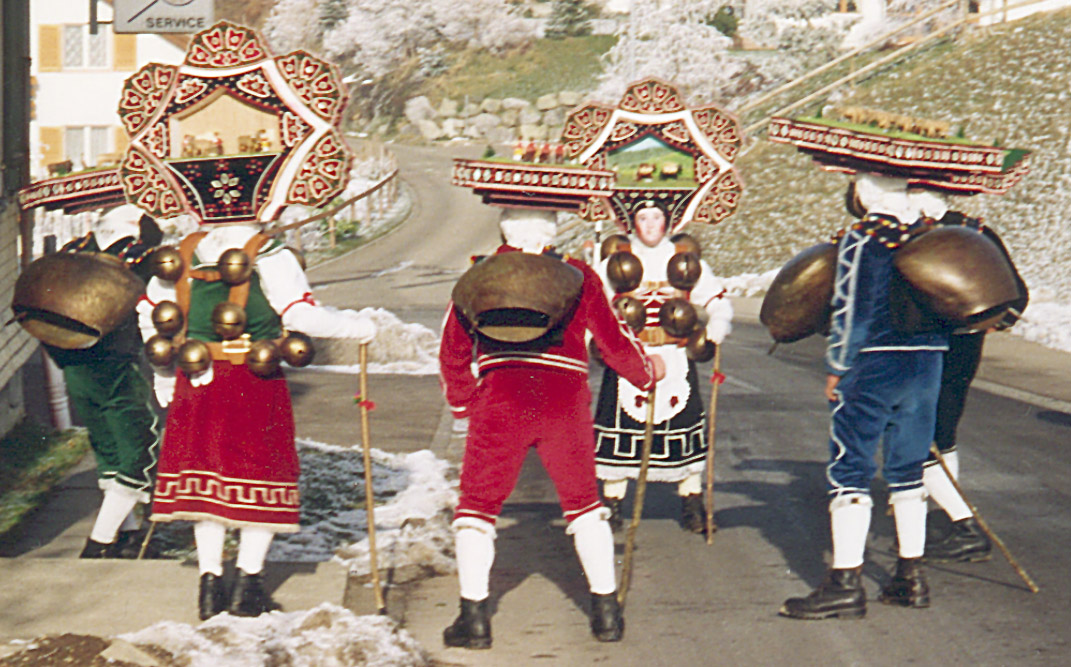
Silvesterklaus à Schwellbrunn
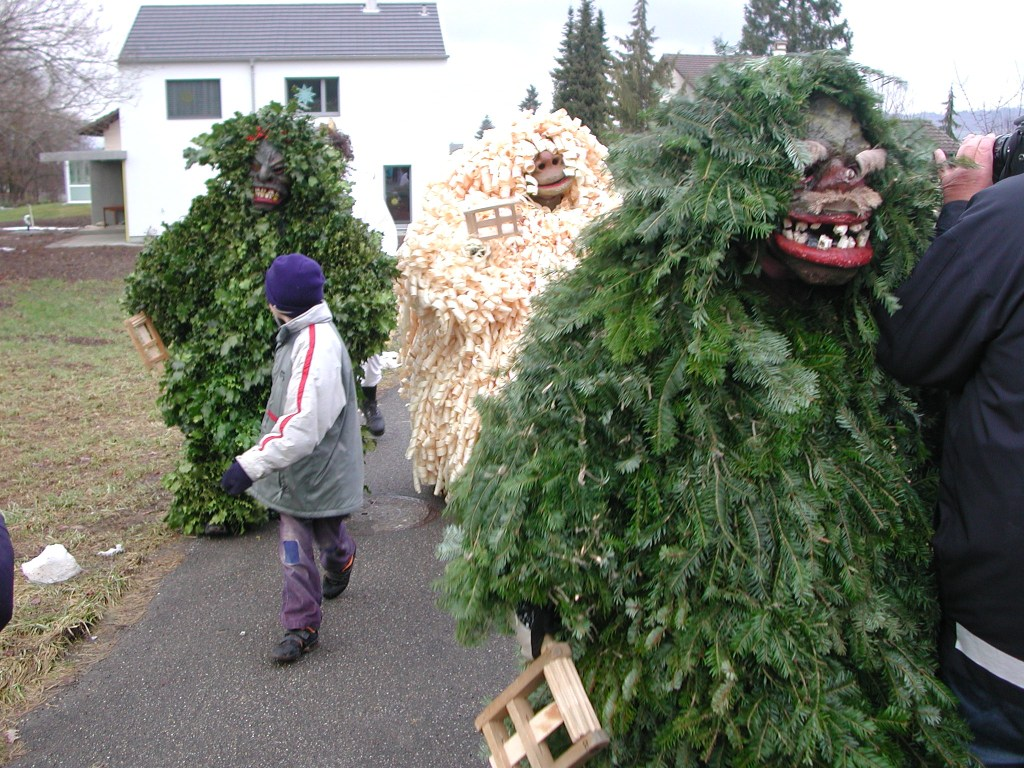
Bärzeli de Hallwil

### Coutumes hivernales
- Les trois Rois

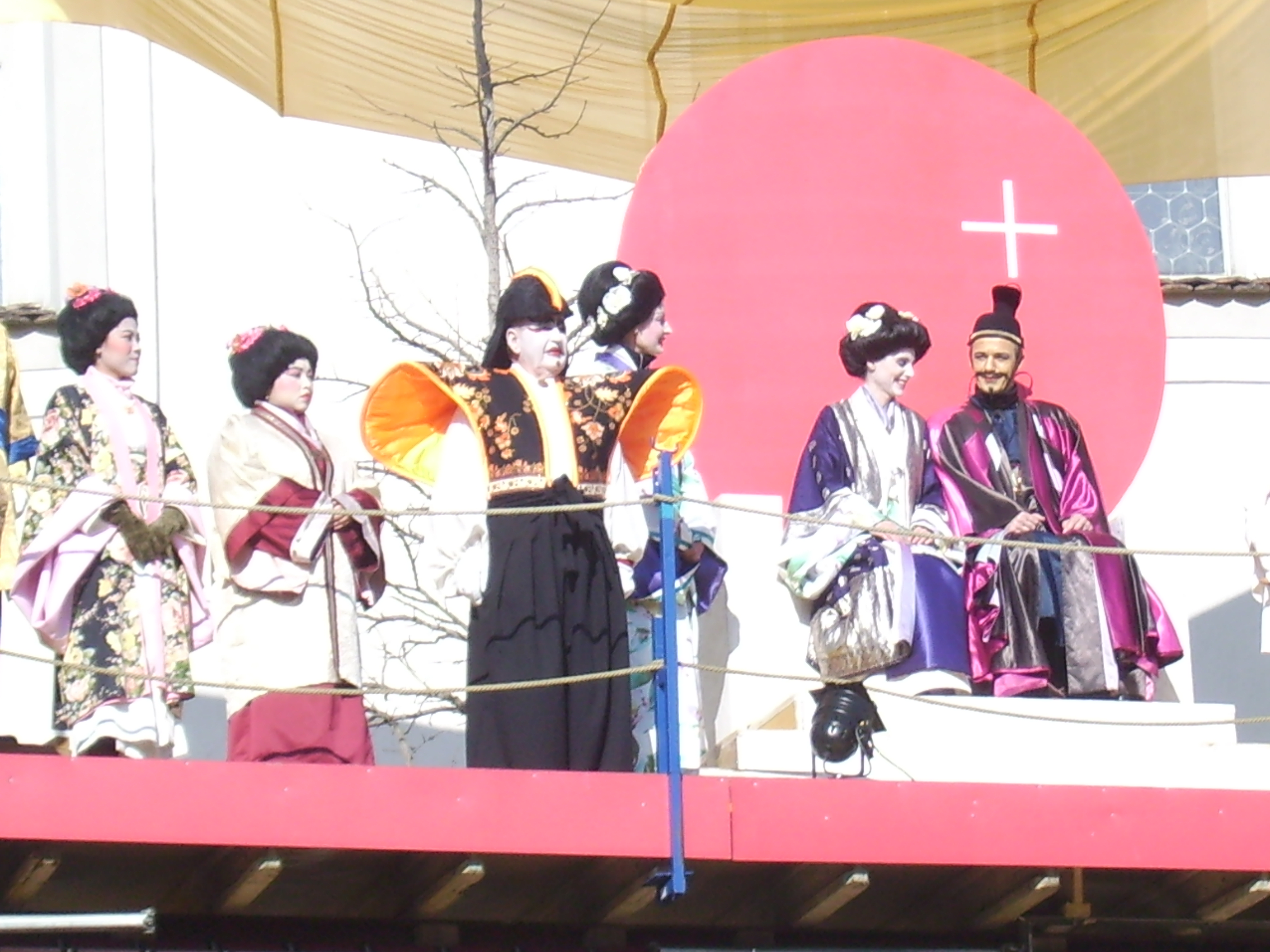
Les Japonais de Schwytz

Les Japonais de Schwytz. Pour l'Épiphanie, la Société des Japonais à Schwytz (qui n'ont de japonais que le nom) organise les jeux de carnaval depuis 1863. Les nouvelles relations diplomatiques entre la Suisse et le Japon furent le thème des premiers jeux qui eurent beaucoup de succès. Depuis, le thème est répété et un spectacle a lieu tous les cinq ans. Les membres de l'association sont vêtus de costumes japonais et jouent une pièce qui commente les événements contemporains. La pièce a lieu tous les cinq ans mais un défilé costumé est organisé tous les 6 janvier.
Saint Sébastien, officier romain, patron des archers et des pestiférés est fêté à Estavayer-le-Lac le dimanche le plus proche du 20 janvier et le 20 janvier à Saint-Maurice et à Finhaut en Valais où une épidémie de peste noire eut lieu entre 1632 et 1638. À Finhaut l'on procède à la bénédiction du « pain de Saint-Sébastien ». Le pain est confectionné en pièce montée avec une croix en pain d'épices à son sommet. Après la bénédiction le pain est découpé et distribué à la population puis une procession avec la statue du Saint portée par des soldats, accompagnée par le clergé local et par un détachement d'honneur de l'armée avec bannières et tambours parcourt la localité. À midi, on mange un gâteau de riz, le « riz de Saint-Sébastien ».
Les Schlitteda en Engadine ont lieu le samedi ou le dimanche, à la fin janvier et au début de février. Les filles et les garçons à marier en habits de fête font une excursion organisée en traîneau se rendant de village en village, le long des lacs et cours d'eau selon l'itinéraire prévu. À la halte de midi, on partage la soupe à l'orge, la spécialité de la région, et l'on danse. De retour au point de départ la tradition veut que la jeune fille invite son compagnon chez elle à souper, puis tout le monde termine la soirée en dansant. Cette tradition provient des Knabenschaften, des sociétés de jeunes gens célibataires.

#### Carnaval
Les Carnavals en Suisse sont attestés dès le Moyen Âge, aux XIVe siècle et XVe siècle. D'origine païenne, le christianisme récupère cette tradition. Le carnaval célèbre la fin de l'hiver. En Suisse, ils se trouvent majoritairement en Suisse alémanique, nommés Fasnacht, et en terres catholiques. les plus connus sont ceux de Bâle, de Lucerne, de Soleure, de Fribourg et celui de Bellinzone. Les Brandons de Payerne est un des plus anciens carnavals de Suisse. Le Carnaval est aussi fêté dans les petits villages. Les traditions sont par ailleurs très différentes en terres catholiques et en terres protestantes, leur durée et leurs dates diffèrent.
D'autre carnavals : Carnaval de Monthey, Carnaval du Jura (Bassecourt), Carnaval de Sion, Carnaval de Lausanne, Carnaval d'Evolène, les Tschäggättä en Valais.

### Florales et printemps

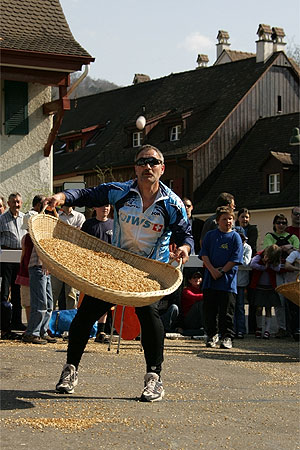
Fête de l'Eierleset à Arlesheim

À part la fête religieuse de Pâques, il y a un certain nombre de traditions et jeux profanes mettant en scène les œufs comme symbole de fertilité avec le retour de la belle saison : la course aux œufs ou le lancer des œufs sont pratiqués dans les campagnes, notamment à Bâle-Campagne et à Effingen en Argovie. La course aux œufs oppose deux équipes, l'une jouant l'hiver, devant récolter les œufs et l'autre le printemps devant faire un parcours. L'équipe gagnante est celle qui termine en premier. La fête de l'Eierleset à Effingen est particulière car c'est un cavalier qui symbolise l'hiver. Il doit rendre visite aux auberges des villages avoisinants et sa chevauchée doit être retardée par l'« Eierbueb » qui symbolise le printemps.
Mai-Einsingen à Zurich. Le 30 avril de chaque année, une corporation d'étudiants (la Studentengesangverein) donne un concert à minuit pour saluer l'arrivée du mois de mai. Cette tradition est pratiquée depuis 1879. Après un repas et un cortège à travers la ville, la chorale se réunit au Lindenhof pour chanter à minuit.
La fête des Camélias (festa delle Camelie) à Locarno est une fête des fleurs existant depuis 1923. Elle a lieu pendant cinq jours à la Pentecôte et présente plus de 300 variétés de camélias, fleur orientale qui trouve à Locarno un climat doux et humide propice. On en trouve dans de nombreux parcs publics et privés qui font la réputation de la ville pour cette tradition. Au bord du lac Majeur se trouve le parc des Camélias qui s'étend sur 5 000 m2. Il présente des variétés de Camellia japonica, reticulata et sasanqua. La fête des Camélias est réputée dans le monde entier ,.
La Maggiolata au Malcantone (Tessin) se déroule le 1er mai ou le premier dimanche du mois de mai. Les enfants, parfois costumés, dansent autour d'un arbre de mai décoré pour fêter l'arrivée du printemps.
Le Maibär de Bad Ragaz et Le Feuillu dans la champagne genevoise (Cartigny, Confignon, Onex) ont lieu le premier dimanche de mai et le Pfingstsprützlig dans le Fricktal qui a lieu en juin le dimanche de Pentecôte sont trois fêtes très semblables alors qu'elles sont distantes l'une de l'autre. Un cône de verdure porté par des enfants cachés à l'intérieur ou monté sur un chariot est la bête (ours à Bad-Ragaz) et l'eau est présente comme symbole de fertilité et de croissance. À Bad-Ragaz, le cortège traverse la station thermale. À la fin, l'ours est jeté dans la rivière. À Genève, les fontaines sont décorées, un garçon et une fille représentent le roi et la reine. Le compositeur Émile Jaques-Dalcroze a composé un jeu du Feuillu. Dans le Fricktal, le  Pfingstsprützlig se déroule encore dans les localités de Sulz et Ganzingen. Un animal de verdure dont le porteur ainsi camouflé est privé de vue, doit asperger les spectateurs avec l'eau de la fontaine.

### Fêtes estivales et automnales
- Fêtes de Genève

La Fête des vignerons est une fête traditionnelle qui a lieu cinq fois par siècle à Vevey, la dernière en 2019. Organisée par la Confrérie des Vignerons de Vevey depuis 1797 elle célèbre le raisin, le vin et les travaux des vignerons. À la fin du XVIIIe siècle, la Confrérie des Vignerons qui est alors composée de bourgeois, propriétaires des terres, décida de récompenser les travaux des vignerons-tâcherons méritants. Alors qu'à cette époque, il était plutôt de coutume de réprimander les négligents et paresseux, ils décidèrent de valoriser les efforts entrepris par les vignerons afin d'améliorer des méthodes culturales. Des experts de la Confrérie notèrent, jugèrent et classèrent donc les vignerons-tâcherons. Ainsi allait naître une cérémonie de couronnement des meilleurs tâcherons qui est à l'origine de la fête. En été, une arène est spécialement construite pour l'occasion sur la place du marché où se produisent des milliers de participants dans un spectacle choral et théâtral découpé en quatre saisons que président les divinités païennes, Palès, Bacchus et Cérès.
La fête des vendanges de Neuchâtel et la festa della Vendemmia de Lugano ont lieu fin septembre. Elles se composent de cortèges de chars fleuris avec des scènes de la vie rurale et viticole.
La Castagnata. à Locarno et d'autres localités du Tessin, où la châtaigne (castagna en italien) est cultivée. En automne, on grille les châtaignes en public sur les places ou au bord du lac dans de grands chaudrons puis elles sont distribuées aux passants.
Le Gansabhauet est une fête unique en Suisse qui a lieu à Sursee. D'origine très ancienne, les premières traces écrites remontent à 1821. Cette coutume serait une distraction en relation avec le paiement de la dîme aux monastères de Muri et de Saint-Urban sous l'Ancien Régime le 11 novembre, jour de la Saint-Martin. Chaque année ce jour-là, une oie morte est suspendue par la tête à un fil sur une scène devant l'Hôtel-de-Ville. De jeunes garçons portant une longue robe pourpre (dès 1880), un masque en forme de soleil et un bandeau sur les yeux tentent alors, l'un après l'autre, de lui trancher le cou au moyen d'un sabre émoussé. Des biscuits en forme de soleil sont également confectionnés.
Le Zibelemärit (le Marché aux oignons en suisse alémanique bernois) est une fête traditionnelle aux origines incertaines qui se tient chaque année à Berne le quatrième lundi de novembre. On y achète et consomme des spécialités locales à base d'oignon. Le marché ouvre aux alentours de trois ou quatre heures du matin, et se conclut à seize heures par une bataille de confettis puis par des soirées familiales ou amicales. Dans les salles de restaurant, on mange des plats à l'oignon (soupes, gâteaux) et des groupes folkloriques masqués, les Zibelegringe, animent la soirée.
La Saint-Martin, fête jurassienne et plus particulièrement ajoulote. Il s'agit d'une fête de la table qui célèbre la fin des travaux dans les champs et dont les nombreux plats sont essentiellement à base de cochon.

### Rites religieux
- Pâques

Les processions de la semaine sainte à Mendrisio sont très anciennes, elles remontent aux environs de 1600. La cérémonie du jeudi évoque la montée du Christ au Calvaire avec un spectacle vivant où 200 personnes portant de magnifiques costumes et 50 chevaux interprètent Juifs et Romains jusqu'à la crucifixion du Christ. La procession du vendredi saint est plus ancienne (XVe siècle). Autour des statues du Christ mort et de la Sainte Vierge, au son d'une musique funèbre, la procession représente la mise au tombeau. Des enfants portent les objets de la Passion : cierges, échelle, éponge, marteau, clous, fouet, etc. La procession a lieu le soir, elle commence et se termine au couvent des moines Servites qui ont joué un rôle important à Mendrisio. La ville est décorée au moyen de transparents peints et éclairés de derrière, parfois vieux de quelques centaines d'années qui représentent des scènes bibliques,.
Procession des Pleureuses à Romont. Le Vendredi-Saint défilent dans le bruit trépidant des crécelles les Pleureuses, vêtues et voilées de noir, suivent la Vierge, représentée par une jeune fille, elle-même précédée d'une grande croix portée par un pénitent en cagoule noire. Cette procession s'est profondément transformée et simplifiée au cours de l'histoire. Ses origines sont une représentation théâtrale le Mystère de la Passion qui existait dès 1456. Représentation de la vie humaine dans ses rapports avec Dieu, ce spectacle fut supprimé en 1755 et remplacé par une procession du Vendredi-Saint. À la suite de l’incendie en 1843 de l'endroit où étaient entreposés les croix et les vêtements des pénitents, la procession s'est encore simplifié et les Pleureuses sont maintenant seules à défiler,.
L'Auffahrtsumritt à Beromünster (la cavalcade de l'Ascension). Cette procession à cheval est attestée depuis 1420, il s'agit alors d'une tournée à cheval du prêtre présentant le Saint Sacrement et accompagné de quelques fidèles. C'est après 1509 que la procession fût élargie en une procession populaire des rogations. Dès l'aube et pour plusieurs heures, 200 cavaliers et 2000 pèlerins à pied escortés de soldats, d'instruments à vent et d'une chorale d'église font un parcours le long des frontières de la commune. Comme une procession de la Fête-Dieu, le cortège fait des haltes pour des prédications ou la lecture d'un texte. La procession retourne dans l'après-midi au point de départ, en ville, accompagnée du son des cloches,.
- Fêtes de Saints (Saint-Placide / Engelweihe)
- Fête-Dieu

Fête des pêcheurs à Estavayer-le-Lac (lac de Neuchâtel). Saint-Laurent est le Saint patron de la ville, le dimanche qui suit le 10 août la corporation des pêcheurs organise procession, banquet, messe puis la cérémonie de bénédiction des bateaux et des filets de pêche. Cette coutume existe depuis 1658,.

### Coutumes des corporations
Le Vogel-Gryff du Petit-Bâle à Bâle. Le quartier du Petit-Bâle sur la rive droite du Rhin est relié à la ville dès 1225 par la construction du pont sur le Rhin. Les trois corporations du Petit-Bâle sont représentées par des emblèmes qui existent depuis le XVIe siècle Wilder Mann (le sauvage), Leu (lion) et Vogel Gryff (Griffon) celui-ci donna son nom à la fête. Le 13, le 20 ou le 27 janvier en fin de matinée, un radeau descend le Rhin avec à bord un équipage formé de deux tambours, deux porte-drapeaux, deux canonniers tirant sans cesse des salves et le Wilde Mann (le sauvage) qui brandit un sapin déraciné. Celui-ci sautille, le regard toujours braqué du côté du Petit-Bâle. En aval du Mittlere Brücke (pont du milieu), il est accueilli par les deux autres personnages. À midi ils dansent sur le pont du côté du Petit-Bâle en faisant attention de ne pas aller ni regarder du côté du Grand-Bâle. Après-midi et le soir, les trois personnages continuent de danser dans les rues du Petit-Bâle. Le but de cette fête est d'entretenir l'amitié et l'appartenance au quartier du Petit-Bâle,.

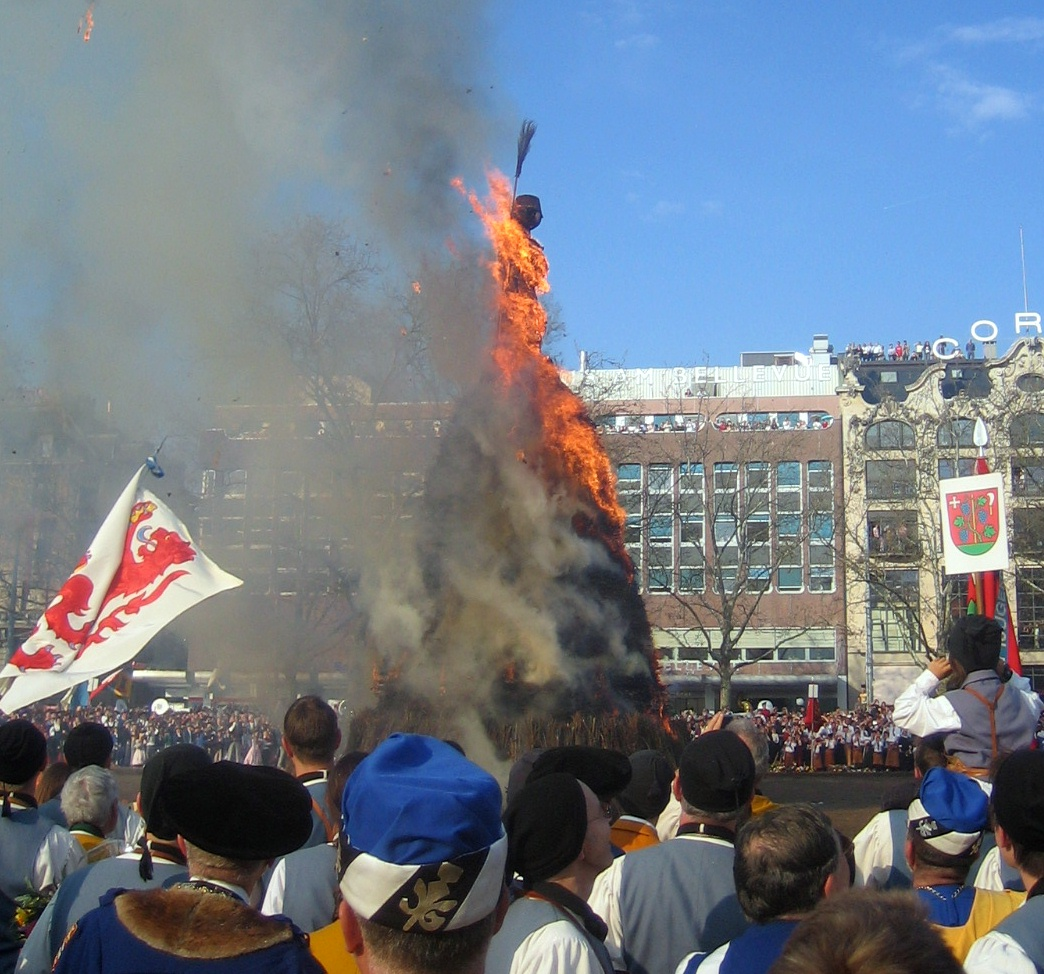
Crémation du Böögg au Sechseläuten de 2006

Sechseläuten de Zurich. (Suisse allemand: Sächsilüüte, littéralement sonnailles de six). Cette célébration est une fête des corporations existant dans sa forme actuelle depuis 1904 qui a lieu le troisième lundi d'avril. L'évènement principal de la fête est, à 18 heures, la crémation sur un bûcher d'une effigie de l'Hiver nommée le Böögg. Il s'agit d'un bonhomme de neige qui renferme des pétards. À l'origine, un Böögg était un personnage masqué fauteur de trouble terrorisant les enfants durant les périodes de carnaval. Le temps qui sépare la mise à feu du bûcher de l'explosion des pétards situés dans la tête du Böögg est considéré comme une prédiction du temps de l'été qui suivra. Le temps le plus court fut de 5 minutes 07 secondes en 1974, le plus long de 26 minutes et 23 secondes en 2001. La crémation du Böögg clôture le cortège des guildes de la ville (Zünfte) qui se termine sur la place où le Böögg sera brûlé, le Sechseläutenplatz (Place du Sechseläuten). Alors que le Böögg brûle, les cavaliers du cortège galopent autour de celui-ci. Le soir, les différentes corporations se rendent visite mutuellement. Le dimanche précédant le Sechseläuten a lieu un cortège d'enfants (Kinderumzug) en costumes nationaux et historiques,.

### Les fêtes de l'enfance et de la jeunesse
- Kinderfest de Saint-Gall
- Fêtes scolaires romandes
- Fête du Bois à Lausanne
- Fête des promotions à Genève
- Promotions du Locle
- Solätte à Berthoud
- Le Bachfischet d'Aarau

### Autres

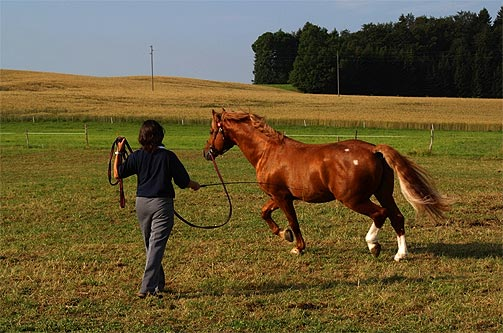
Marché-concours de Saignelégier de 2004

Diverses fêtes liés aux activités de l'homme et de l'agriculture : le Marché-concours de Saignelégier, créé en 1897, afin de promouvoir la race chevaline régionale des Franches-Montagnes, la fête du blé et du pain d'Échallens ou encore la Poya, ou montée en alpage. Les troupeaux de vaches passent les mois d'été à l'alpage. Les déplacements que sont la montée en alpage au printemps comme la désalpe (ou Rindyà) en automne sont devenus des défilés où l'armailli est fier de parader avec ses bêtes, qui sont décorées pour l'occasion.

## Manifestations sportives traditionnelles

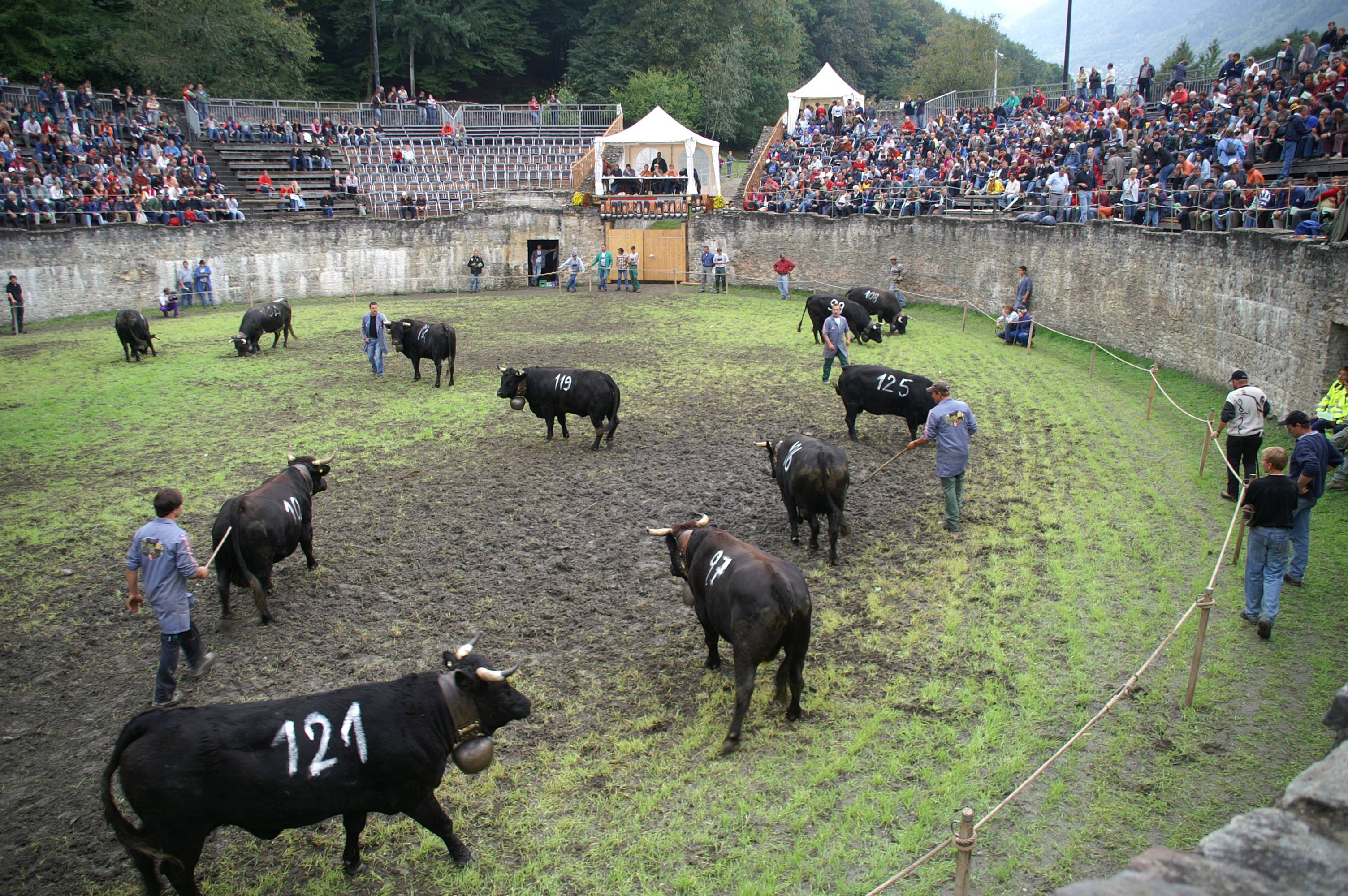
Reines dans l'amphithéâtre de Martigny

La fête d'Unspunnen est une fête qui remonte au XIIIe siècle et fut motivée par la résolution de conflits entre la campagne et la ville. Mais ce n'est pas avant 1805 que cette fête fut officialisée avec la première édition.
Dès 1946 la fête a lieu à un intervalle plus ou moins régulier, généralement entre 8 et 12 ans, à Interlaken et met en avant les traditions suisses avec des concours comme le lancer de la pierre d'Unspunnen et la lutte suisse, qui sont des jeux nationaux, ainsi que le yodel.
Les combats de reines sont des combats entre des vaches de la race d'Hérens. Coutume alpestre locale, ils ont lieu essentiellement en Valais mais aussi en Haute-Savoie et dans la Vallée d'Aoste.
Depuis 1922, des combats populaires sont organisés tout au long de l'année en Valais : les vaches sont amenées sur une aire de combat en plaine ou en montagne. Issues de divers alpages et élevages, les meilleures bêtes couronnées lors des combats se confrontent pour le titre convoité de « Reine cantonale ».

## Musiques et fêtes

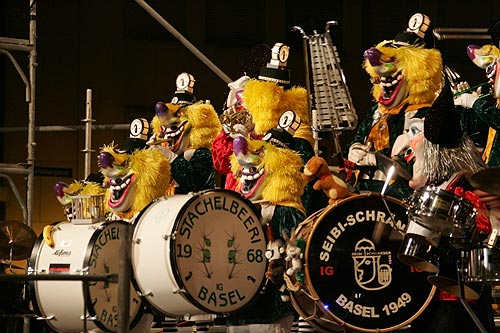
Concert de guggenmusik lors du carnaval de Bâle 2005

La musique folklorique jouée lors de fêtes traditionnelles comprend notamment le yodel, une technique de chant consistant à passer rapidement de la voix de corps à la voix de tête. Lors de la fête fédérale des yodleurs, les jodleurs peuvent y participer en solo, duo, trio ou club. On y joue également du cor des Alpes. Le ranz des vaches est le chant traditionnel a cappella des armaillis (vachers) dans le canton de Fribourg. Il est habituellement chanté durant la montée des troupeaux à l'alpage et le retour dans les étables à la fin de l'été.
Les carnavals ont leurs propres styles musicaux : les cliques, formation musicale composée de tambours, de fifres et parfois de clairons qui défilent souvent déguisées et les groupes de Guggenmusik qui sont des fanfares composées de cuivres (trompettes, trombones, euphoniums, sousaphones) et de percussions (batteries mobiles, grosses caisses, granits) et parfois de lyres. Certains rajoutent des saxophones. Les musiciens sont déguisés.
De nombreux chœurs et fanfares existent dans les villes et villages et se produisent à l'occasion de différentes fêtes et événements.
Des fêtes nées à la fin du XXe siècle intègrent la musique comme élément principal. C'est le cas de la Fête de la musique qui a lieu autour du solstice d’été et qui voit la participation de certaines localités et les défilés musicaux tels que la Street Parade de Zurich et la Lake Parade des fêtes de Genève.

## Costumes suisses traditionnels
Les costumes suisses traditionnels sont des vêtements de fête de la population rurale. Ils apparurent au XVIIIe siècle comme expression d'un sentiment d'identité régionale et sociale et sont spécifiques à chaque région. Simplifiés et réduits à des emblèmes au cours du XIXe siècle, ils deviennent des symboles patriotiques. Par exemple lors de cortèges de carnaval, de fêtes et de commémorations, chaque canton est représenté par un couple représentatif. Lors de l'Exposition nationale suisse de Genève, en 1896, un « Village suisse » représentait les habitants en costume traditionnel. La première fête des costumes eut lieu à Zurich, également en 1896.
Ils sont étudiés à la fin du XIXe siècle et au début du XXe par l’ethnologue Julie Heierli, qui initie la collection de costumes du Musée national suisse et publie l’ouvrage de référence Die Volkstrachten der Schweiz (Les costumes traditionnels suisses) en cinq volumes entre 1922 et 1932. En 1926 est fondée la Fédération nationale du costume suisse (FNCS), qui codifie le port du costume et organise la participation costumée à des événements d’envergure comme la « fête des costumes » de l’exposition nationale de 1939.

## Chronologie des fêtes principales

### Fêtes civiles
- 1er janvier : Le « Jour de l'an » nommé également « Nouvel an » est un jour férié dans tous les cantons.
- 2 janvier : « Saint-Berchtold » est fêté dans certains cantons où c'est un jour férié (voir le tableau des jours fériés).
- 14 février : La « Fête des amoureux », le jour de la Saint-Valentin.
- 1er mai : La « Fête du Travail » est une manifestation répandue. Néanmoins peu de cantons ont institué un jour férié (voir le tableau des jours fériés).
- Deuxième dimanche de mai[66] : La « Fête des mères ».
- Dernier mardi du mois de mai : La « Fête des voisins ».
- 21 juin : La « Fête de la musique ».
- 1er août : La « Fête nationale suisse » est un jour férié dans toute la Suisse. C'est le seul jour férié inscrit dans la constitution fédérale.
- Le 3e dimanche de septembre : Le « Jeûne fédéral » (sauf à Genève, où il s’observe le jeudi qui suit le premier dimanche de septembre, le « Jeûne genevois », qui est férié). Le lundi qui suit le « Jeûne fédéral » est férié dans quelques cantons (voir le tableau des jours fériés).

Certaines fêtes sont cantonales (voir le tableau des jours fériés) :
- 1er mars : L'« indépendance » du Canton de Neuchâtel
- Premier jeudi d'avril : La « Näfelser Fahrt » à Glaris commémore la bataille de Näfels.
- 23 juin : La « commémoration du plébiscite »du Canton du Jura.
- 31 décembre : La « restauration de la République » à Genève.

### Fêtes religieuses
- (Date variable) « Pâques » est un jour férié : Le Vendredi saint et le Lundi de Pâques, qui n'a plus aucune signification religieuse, sont fériés sauf en Valais (Vendredi saint et Lundi de Pâques) et au Tessin (Vendredi saint) qui sont pourtant catholiques (voir le tableau des jours fériés pour les particularités).
- (Date variable, 39 jours après Pâques) : « L'Ascension ». Le Jeudi de l'Ascension est férié dans toute la Suisse.
- (Date variable, 50 jours après Pâques) : « Pentecôte ». Le lundi de Pentecôte, qui n'a aucune signification religieuse, est férié dans la plupart des cantons sauf le Valais et quelques cantons où ce jour est chômé (voir le tableau des jours fériés pour les particularités).
- 25 décembre : « Noël » est fêté dans toute la Suisse. C'est un jour férié dans tous les cantons.
- 26 décembre : « Saint-Étienne » est fêté dans la majorité des cantons où c'est un jour férié (voir le tableau des jours fériés).

Certaines fêtes sont célébrées uniquement dans quelques cantons (voir le tableau des jours fériés) :
- 6 janvier : « L'Épiphanie » est fêtée uniquement dans les cantons de Schwytz, Tessin et Uri.
- 19 mars : La « Saint-Joseph ».
- (Date variable, 60 jours après Pâques) : La « Fête-Dieu » est fêtée uniquement dans quelques cantons selon leur tradition.
- 29 juin : « Saint-Pierre et Paul » est fêté uniquement au Tessin.
- 15 août : « L'Assomption » est fêtée uniquement dans quelques cantons selon leur tradition.
- 25 septembre : La « Fête de Saint-Nicolas de Flue » est fêtée uniquement au Canton d'Obwald.
- 1er novembre : La « Toussaint » est fêtée uniquement dans quelques cantons selon leur tradition.
- 8 décembre : « L'Immaculée conception » est fêtée uniquement dans quelques cantons selon leur tradition.

## Les jours fériés
Les cantons choisissent leurs propres jours fériés, jusqu’à huit dans l’année. 21 cantons utilisent intégralement cette possibilité. Légalement, les jours fériés sont assimilés à des dimanches et ont donc les mêmes restrictions que ceux-ci en matière d'ouverture des magasins et des entreprises et de trafic routier.
Les jours fériés varient donc beaucoup d’un canton à l’autre. Seuls Noël, le Nouvel An et le 1er août sont communs à tous, les autres fêtes (Vendredi saint et Lundi de Pâques, Ascension, Lundi de Pentecôte et Fête-Dieu, Assomption et Toussaint, Jeûne fédéral) étant reconnues par les cantons selon leur tradition principalement religieuse (catholique ou protestante). Seule la fête nationale, le 1er août, est ancrée dans la constitution fédérale.
Dans certains cantons (Uri, Obwald, Schaffhouse, Bâle-Campagne, Neuchâtel, Soleure et Appenzell Rhodes-Intérieures) il est interdit de danser le Vendredi saint et le jour de Pâques et même toute la semaine sainte pour ce dernier canton. Cette interdiction existe depuis des siècles. À Zurich l'interdit est partiel. Quant au canton de Lucerne, il a aboli cette pratique ancestrale en 2009.
À côté des jours fériés, il y a également des jours chômés. Ces jours-là, non assimilés à des dimanches, de nombreuses entreprises et administrations sont néanmoins fermées dans le canton concerné.